# Sheik Umar Khan
Sheik Umar Khan (1975. március 6. – 2014. július 29.) Sierra Leone-i orvos, virológus, a vérzéses lázzal járó ebola specialistája volt. Mielőtt ő maga is az ebola áldozatává vált, több mint száz  beteget kezelt a fertőző betegség tüneteivel. A Sierra Leone-i Egészségügyi Minisztérium nemzeti hősnek tekinti.

## Halála
Khan 2014. július 29-én halt meg, azt követően, hogy az Orvosok Határok Nélkül szervezet által működtetett egészségügyi intézménybe szállították. A Sierra Leone-i elnök, Ernest Bai Koroma a halálát követő héten tervezte látogatását a járványügyi központban.